# Chùa Hương

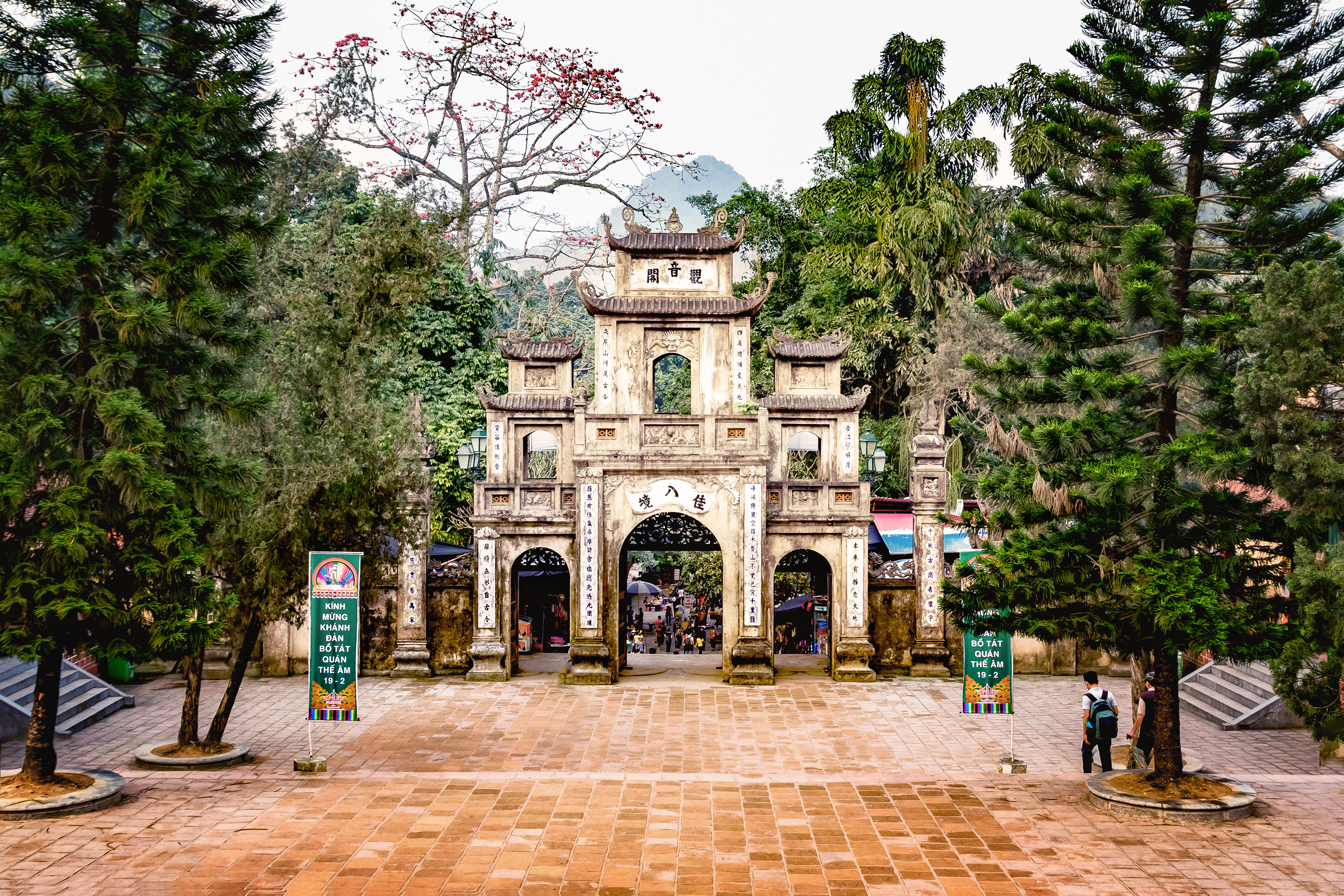
Tam quan chùa

Chùa Hương (cách gọi dân gian) hay Hương Sơn là một quần thể văn hóa - tôn giáo của Việt Nam, gồm hàng chục ngôi chùa thờ Phật, các ngôi đền thờ Thần và các ngôi đình thờ tín ngưỡng nông nghiệp. Trung tâm của cụm đình đền chùa này là chùa Hương (tức chùa Trong) nằm trong động Hương Tích ở hữu ngạn sông Đáy, thuộc xã Hương Sơn, Hà Nội. Quần thể Hương Sơn là một trong 21 Khu du lịch Quốc gia của Việt Nam và là Di tích Quốc gia Đặc biệt theo quyết định 2082/QĐ-TTg năm 2017.

## Lịch sử

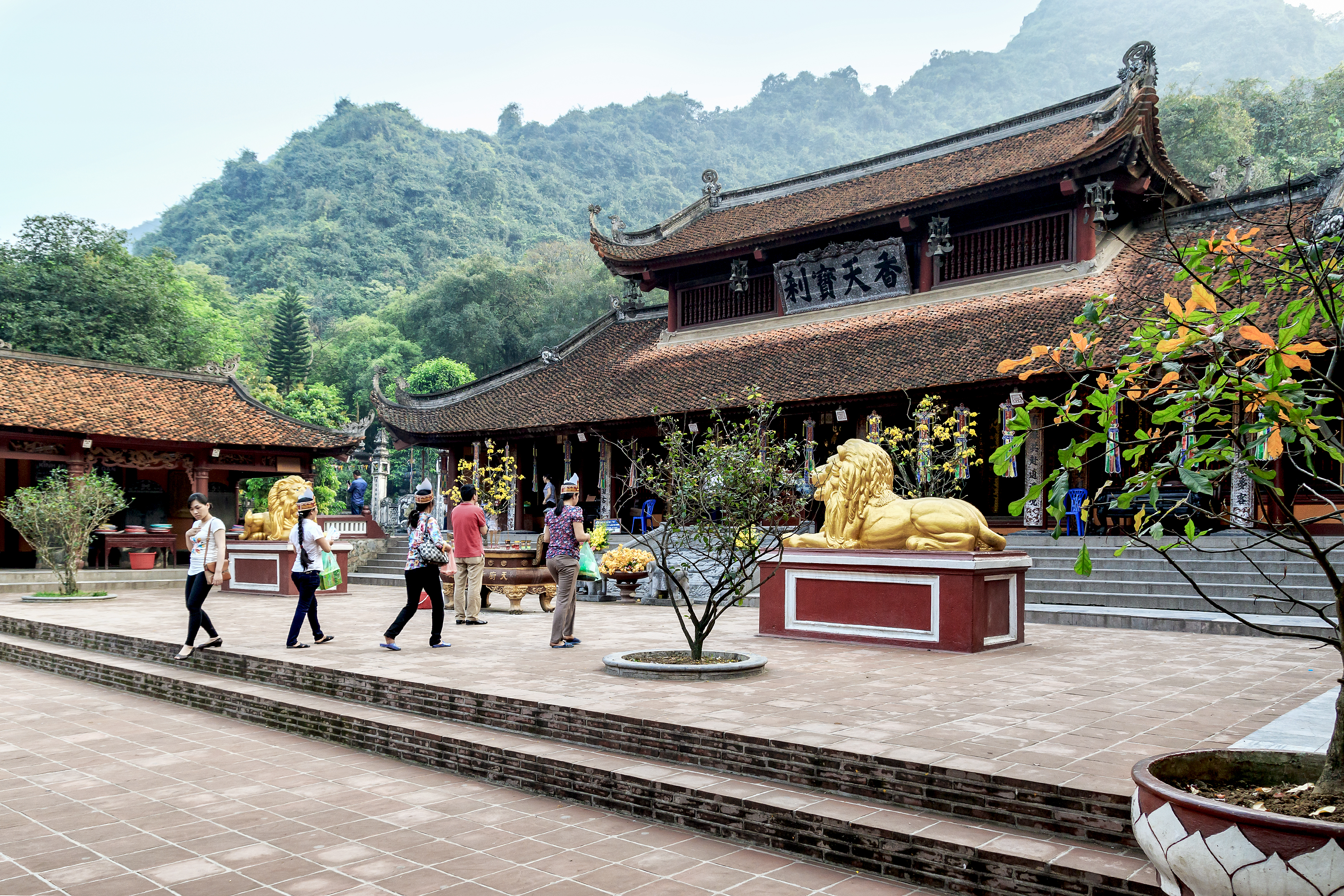
Chùa Thiên Trù trong quần thể chùa Hương

Chùa Hương có lịch sử từ thế kỷ 15, được xây dựng với quy mô chính vào khoảng cuối thế kỷ 17, sau đó bị hủy hoại trong chiến tranh Đông Dương năm 1947 rồi được phục dựng lại từ năm 1989 bởi Hòa thượng Thích Viên Thành dưới sự chỉ dạy của cố Hoà thượng Thích Thanh Chân.
Khi xưa vua Lê Thánh Tông đi tuần thú qua đây lần thứ 2 vào tháng giêng năm Đinh hợi, niên hiệu Quang thuận thứ 8 (1467) đã đóng quân nghỉ lại ở thung lũng này và cho quân lính thổi cơm ăn, vua xem thiên văn thấy vùng này lâm vào địa phận của sao Thiên Trù, (một sao chủ về sự ăn uống và biến động) nên nhân đấy đặt tên là chùa Thiên Trù. 
Ba vị Hòa thượng đời vua Lê Thánh Tông 1442 – 1497 đã tìm thấy động Hương Tích và dựng lên thảo am Thiên Trù. Kể từ đó động Hương Tích được gọi là chùa trong, Thiên Trù gọi là chùa ngoài, rồi người ta lấy tên chung cho hai nơi và cả khu vực là chùa Hương hay “Hương Thiên Bảo Sái”.
Sau thời kỳ ba vị Hòa thượng khai sáng, chùa Thiên Trù chùa Hương gián đoạn trụ trì, mãi tới niên hiệu Chính Hòa năm thứ bẩy 1686 của thời vua Lê Trung Hưng. Hòa thượng Trần Đạo Viên Quang, (tương truyền cũng là một quan chức trong triều đình đã treo ấn từ quan để đi tu) mới lại tiếp tục công việc tạo dựng.
Trải qua nhiều đời chư Tổ gây dựng, đến  nửa đầu thế kỷ 20, nơi đây được khách thập phương ngợi ca ví như tòa lâu đài tráng lệ “Biệt chiếm nhất Nam thiên”. Nhưng đáng tiếc ngày 11 tháng 2 năm Đinh Hợi 1947, thực dân Pháp đưa quân vào đây đốt phá, biến Thiên Trù thành đống gạch vụn tro tàn. Năm 1948, giặc lại vào đốt phá lần nữa, rồi năm 1950 quân Pháp lại cho máy bay thả bom khiến cho cao chất ngất mấy tòa cổ sái của Thiên Trù bị san phẳng. Dấu vết xưa của Thiên Trù hiện nay chỉ còn lại vườn Tháp, trong đó có Bảo Tháp Viên Công, một công trình nghệ thuật đất nung của thế kỷ thứ 17 và cây Thiên Thủy Tháp.
Năm 1951, Hoà thượng Thanh Chân đã cho dựng lên từ đồng tro tàn đô nát 6 gian nhà tranh đề có nơi tu hành và nhang khói. Vào năm 1989, dưới sự trụ trì của cố Thượng tọa Thích Viên Thành, Ban xây dựng Chùa Hương đã khởi công tái thiết lại chùa Thiên Trù đến năm 1991 thì khánh thành. Năm 1994, cổng Nam Thiên Môn cũng được hoàn thành, đứng sừng sững giữa núi rừng Hương Sơn. Những năm sau này, tiếp nối Tông phong Hương Tích, Thượng tọa Thích Minh Hiền - trụ trì đời thứ 12- mở mang xây dựng thêm nhiều công trình mới, để đến ngày nay, chúng ta đến đây được chiêm ngưỡng quần thể kiến trúc nguy nga, hoành tráng, rất đẹp. 

## Kiến trúc
Quần thể chùa Hương có nhiều công trình kiến trúc rải rác trong thung lũng suối Yến và được chia làm bốn khu chính:
Khu Hương - Thiên gồm 08 di tích: động Hương Tích, chùa Thiên Trù, đền Trình Ngũ Nhạc, chùa Giải Oan, đền Cửa Võng, chùa Tiên Sơn, chùa Hinh Bồng, động Đại Binh. Đây là khu vực trung tâm, đặc biệt là chùa Thiên Trù (còn gọi là chùa Ngoài hay chùa Trò, tọa độ: 20°37′5″B 105°44′49″Đ / 20,61806°B 105,74694°Đ) và động Hương Tích (tức chùa Trong hay chùa Chính, tọa độ: 20°36′47″B 105°44′4″Đ / 20,61306°B 105,73444°Đ).
Chùa Ngoài nằm không xa bến Trò nơi khách hành hương đi ngược suối Yến từ bến Đục vào chùa thì xuống đò ở đấy mà lên bộ. Tam quan chùa được cất trên ba khoảng sân rộng lát gạch. Sân thứ ba dựng tháp chuông với ba tầng mái. Đây là một công trình cổ, dáng dấp độc đáo vì lộ hai đầu hồi tam giác trên tầng cao nhất. Tháp chuông này nguyên thủy thuộc chùa làng Cao Mật, tỉnh Hà Đông, năm 1980 được di chuyển về chùa Hương làm tháp chuông. Còn chùa Trong không phải là một công trình nhân tạo mà là một động đá thiên nhiên. Ở lối xuống hang có cổng lớn, trán cổng ghi 4 chữ Hương Tích động môn. Qua cổng là con dốc dài, lối đi xây thành 120 bậc lát đá. Vách động có năm chữ Hán 南天第一峝 (Nam thiên đệ nhất động) khắc năm 1770, là bút tích của Tĩnh Đô Vương Trịnh Sâm (1739-1782). Ngoài ra động còn có một số bia và thi văn tạc trên vách đá.
Khu Thanh Hương gồm 02 di tích: chùa Thanh Sơn, động Hương Đài.
Khu Long Vân gồm 04 di tích: chùa Long Vân, động Long Vân, động Cây Khế, hang Thánh Hóa.
Khu Tuyết Sơn gồm 04 di tích: chùa Bảo Đài, động Ngọc Long, chùa Ngư Trì (chùa Cá), đền Trình Phú Yên.

## Hội chùa Hương
Mỗi dịp tết đến xuân về, người dân cả nước lại nô nức hành hương về với đất Phật, tham gia lễ hội chùa Hương.

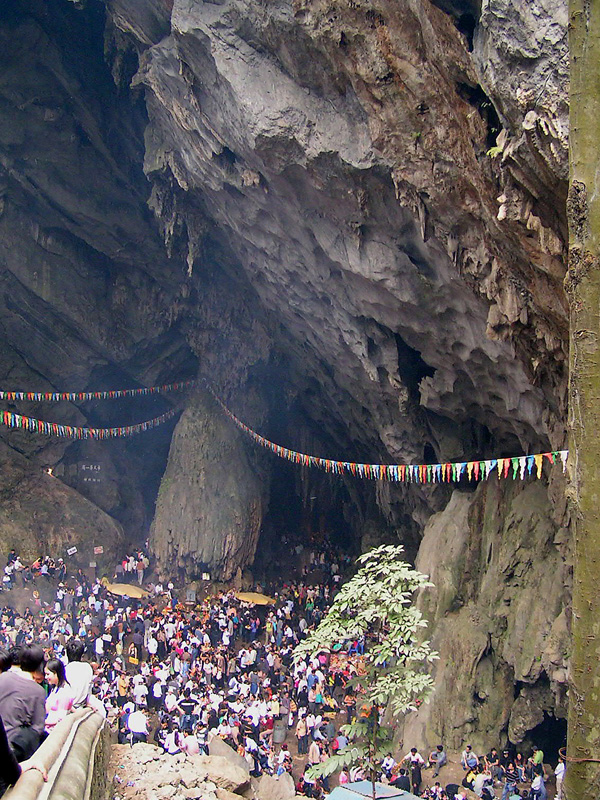

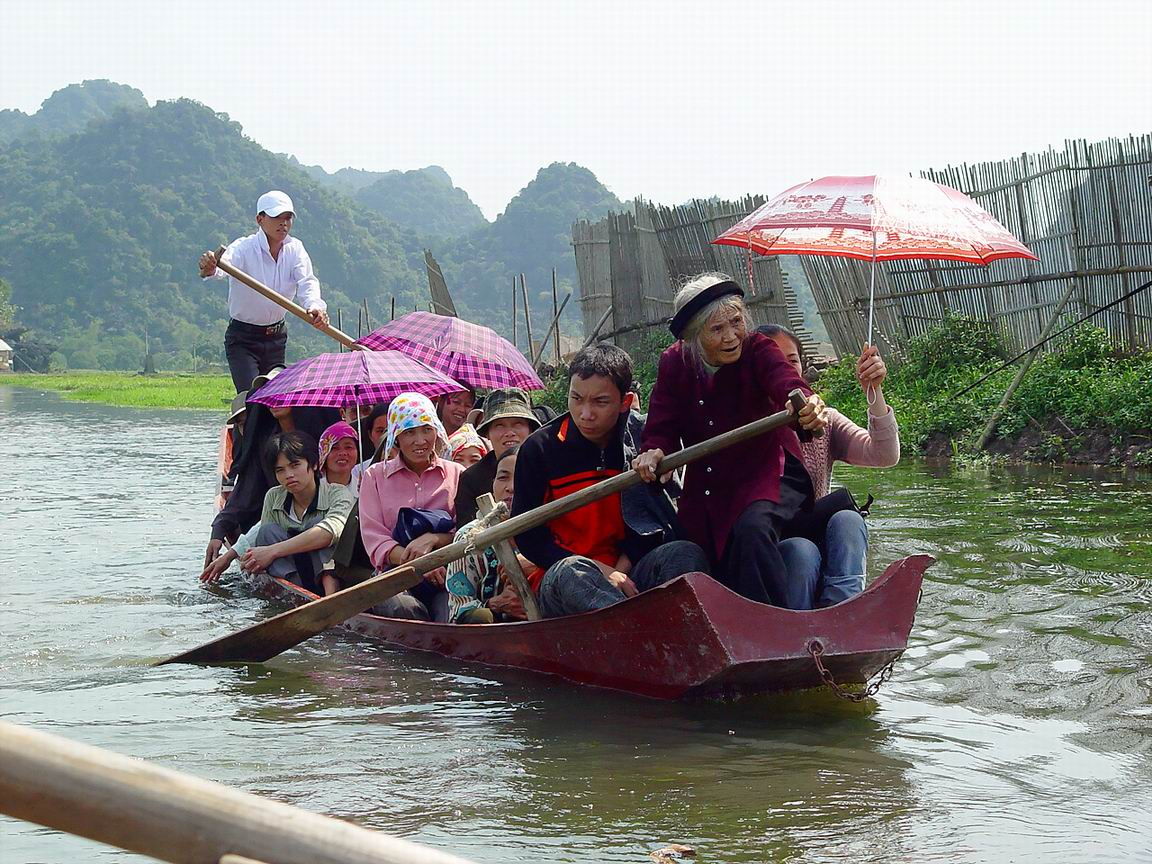

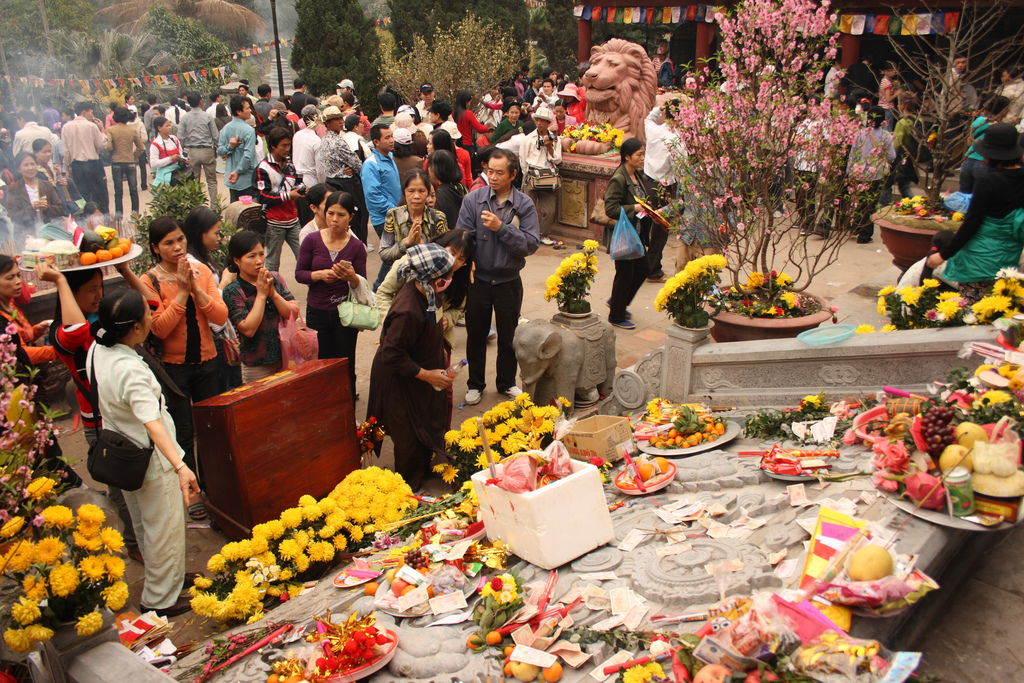

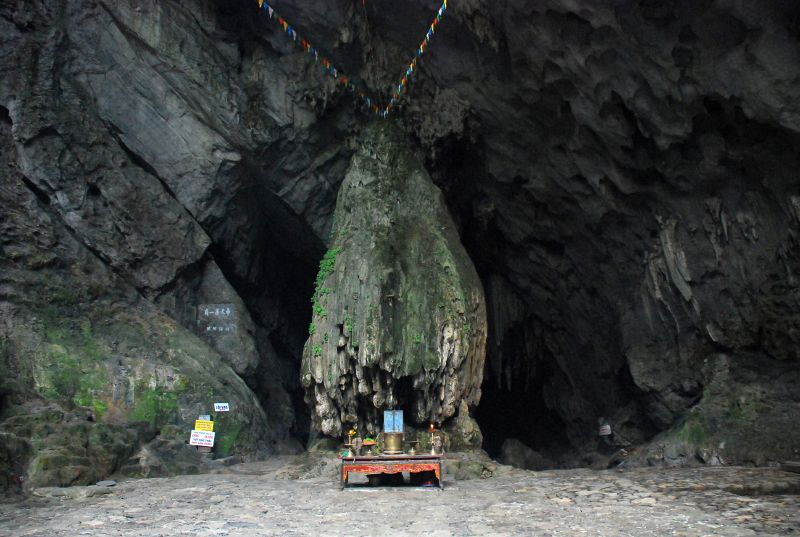
Đụn Gạo trong chùa Hương

Ngày mồng sáu tháng giêng là khai hội. Lễ hội thường kéo dài đến hạ tuần tháng 3 âm lịch. Vào dịp lễ hàng triệu phật tử cùng du khách khắp bốn phương lại nô nức trẩy hội chùa Hương. Hành trình về một miền đất Phật - nơi Bồ Tát Quan Thế Âm ứng hiện tu hành.
Đỉnh cao của lễ hội là từ sau Tết Nguyên Đán đến tháng Hai âm lịch.
Lễ hội chùa Hương trong phần lễ thực hiện rất đơn giản. Trước ngày mở hội một ngày, tất cả các đền, chùa, đình, miếu đều khói hương nghi ngút.
Ở trong chùa Trong có lễ dâng hương, gồm hương, hoa, đèn, nến, hoa quả và thức ăn chay. Lúc cúng có hai tăng ni mặc áo cà sa mang đồ lễ chay đàn rồi mới tiến dùng đồ lễ lên ban thờ. Từ ngày mở hội cho đến hết hội, chỉ thỉnh thoảng mới có sư ở các chùa trên đến gõ mõ tụng kinh chừng nửa giờ tại các chùa, miếu, đền. Còn hương khói thì không bao giờ dứt. Về phần lễ có nghiêng về "thiền". Nhưng ở chùa ngoài lại thờ các vị sơn thần thượng đẳng với đủ màu sắc của đạo giáo. Đền Cửa Võng là "chân long linh từ” thờ bà chúa Thượng Ngàn, là người cai quản cả vùng rừng núi xung quanh với cái tên là "tì nữ tuý Hồng" của sơn thần tối cao. Chùa Bắc Đài, chùa Tuyết Sơn, chùa Cả và đình Quân thờ ngũ hổ và tín ngưỡng cá thần.
Như vậy, phần lễ là toàn thể hệ thống tín ngưỡng gần như là cả một tổng thể tôn giáo ở Việt Nam; có sự sùng bái tự nhiên, có Đạo, có Phật và có cả Nho. Trong lễ hội có rước lễ và rước văn. Người làng dinh kiệu tới nhà ông soạn văn tế, rước bản văn ra đền để chủ tế trịnh trọng đọc, điều  khiển các bô lão của làng làm lễ tế rước các vị thần làng.
Lễ hội chùa Hương là nơi hội tụ các sinh hoạt văn hóa dân tộc độc đáo như bơi thuyền, leo núi và các chiếu hát chèo, hát văn… Vào những ngày tổ chức lễ hội, chùa Hương tấp nập vào ra hàng trăm thuyền. Nét độc đáo của hội chùa Hương là thú vui ngồi thuyền vãn cảnh lạc vào non tiên cõi Phật.

## Các đời trụ trì
- Tổ Trần Đạo Viên Quang Chân Nhân, Thượng Lâm Viện - Tăng Lục Ty Hoà thượng, Viên Giác Tôn giả.[8]
- Nguyệt Đường Chân Lý Tổ Sư, Tăng Lục ty Hoà thựơng tự Như trí Gíac Tuệ tổ sư viên tịch 14/4 năm kỷ mùi 1499.
- Thiền Trưởng Trần huyền Đạo Thắng Chân Nhân
- Thiền tăng Đạo Nhẫn Chân Nhân
- Cụ Hải Dao, Phạm Đức Thắng, dòng dõi của Trần Đạo Viên Quang Chân nhân, nhận lãnh trụ trì năm 1776.
- Tổ Hải Viên (1764 - 1810), ngài xuất gia năm 1775, trụ trì Hương Tích từ năm 1789 - 1810.
- Tổ Thông Dụng Hiệu An Trụ, thích cường trực bồ tát
- Maha sa môn Ngộ Tâm, tam giáo thiền sư, Trực chiến bồ tát
- Maha sa môn Đồng Bạch tháp, Thông Lâm bồ tát
- Maha sa môn tỳ kheo, Hương Quang tháp, Tâm Trúc - hiệu Minh Thích Hoàng thiền sư
- Maha sa môn Tiên Quỳnh tháp, pháp danh Thanh hữu, Thích Minh thiền sư
- Tiên kỳ tháp, maha sa môn, Minh Nhẫn Nhục thiền sư, Thích Thanh Quyết
- Tiêu Quỳnh tháp, maha sa môn, Trí Thích thiền sư
- Tổ Thích Thanh Tích thiền sư (1881- 1964), trụ trì giai đoạn 1932 - 1956.
- Hoà thượng Thích Thanh Chân (1905 - 1989), uỷ viên Hội đồng chứng minh, phó chủ tịch hội đồng trị sự TW GHPGVN, trụ trì giai đoạn 1956 - 1985.
- Hoà Thượng Thích Viên Thành (1950 - 2002), tự Nguyệt Trí, Chân Tịnh Bảo Tháp, Uỷ viên thường trực HĐTS TW GHPGVN, Phó Ban giáo dục tăng ni TW GHPGVN, Phó Ban từ thiện TW GHPGVN, Trưởng ban trị sự PG tỉnh Phú Thọ, Phó ban trị sự PG Hà Tây, Trụ trì giai đoạn 1985 - 2002.
- Thựơng toạ Thích Minh Hiền, (1961), Uỷ viên thường trực HĐTS TW GHPGVN, Phó Ban Văn hoá TW GHPGVN, Phó Ban trị sự thành hội Phật giáo Hà Nội (07/2017-Nay), trụ trì giai đoạn 2002 - nay.

## Chùa Hương trong văn học
Chùa Hương là nguồn gợi hứng cho nhiều tác phẩm thi ca Việt Nam, trong số đó nổi tiếng nhất có lẽ là bài hát nói "Hương Sơn phong cảnh ca" của Chu Mạnh Trinh xưa nay rất được ca ngợi và đưa vào sách giáo khoa Ngữ Văn 10:

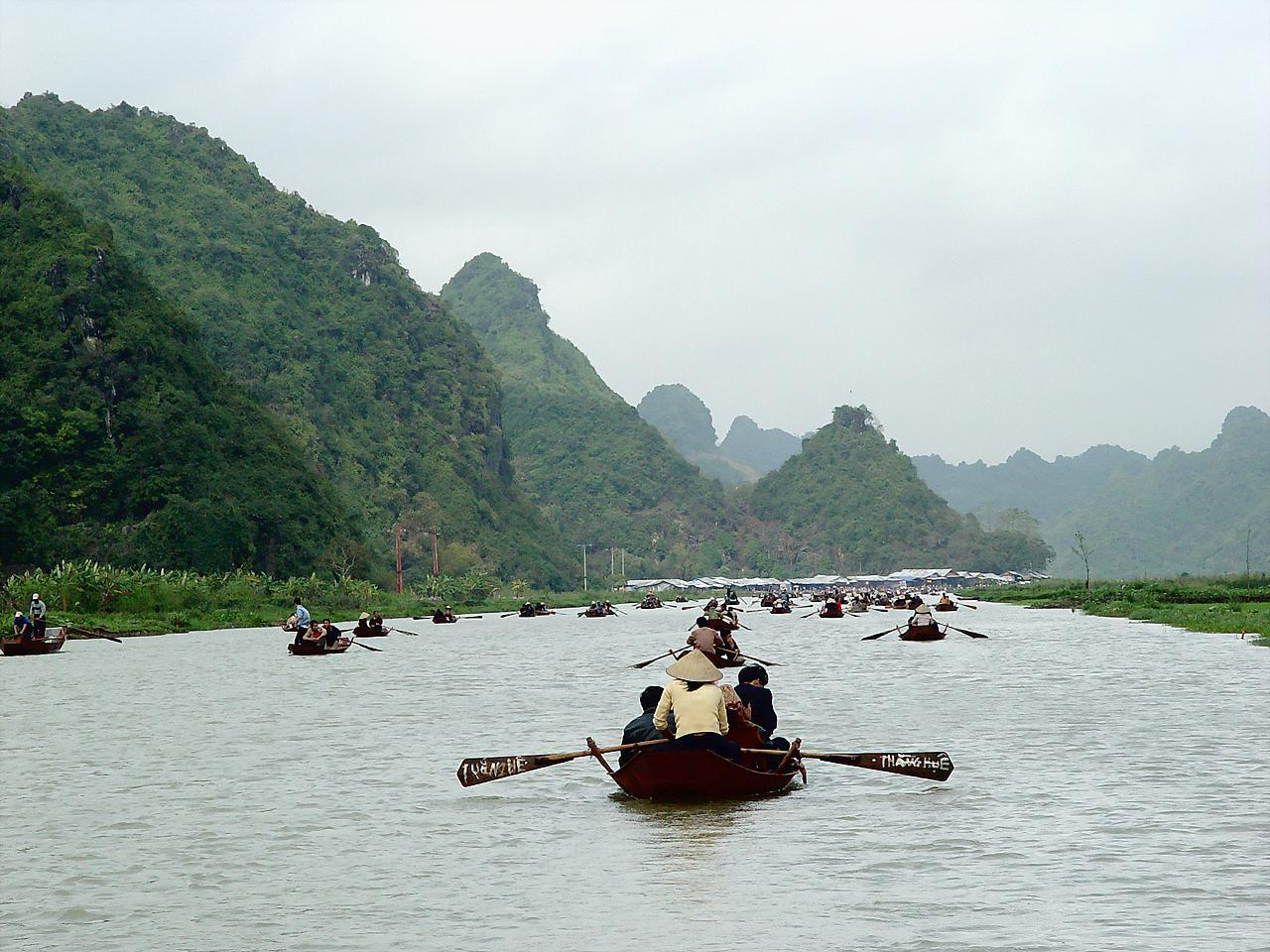
Đi thuyền trên suối Yến

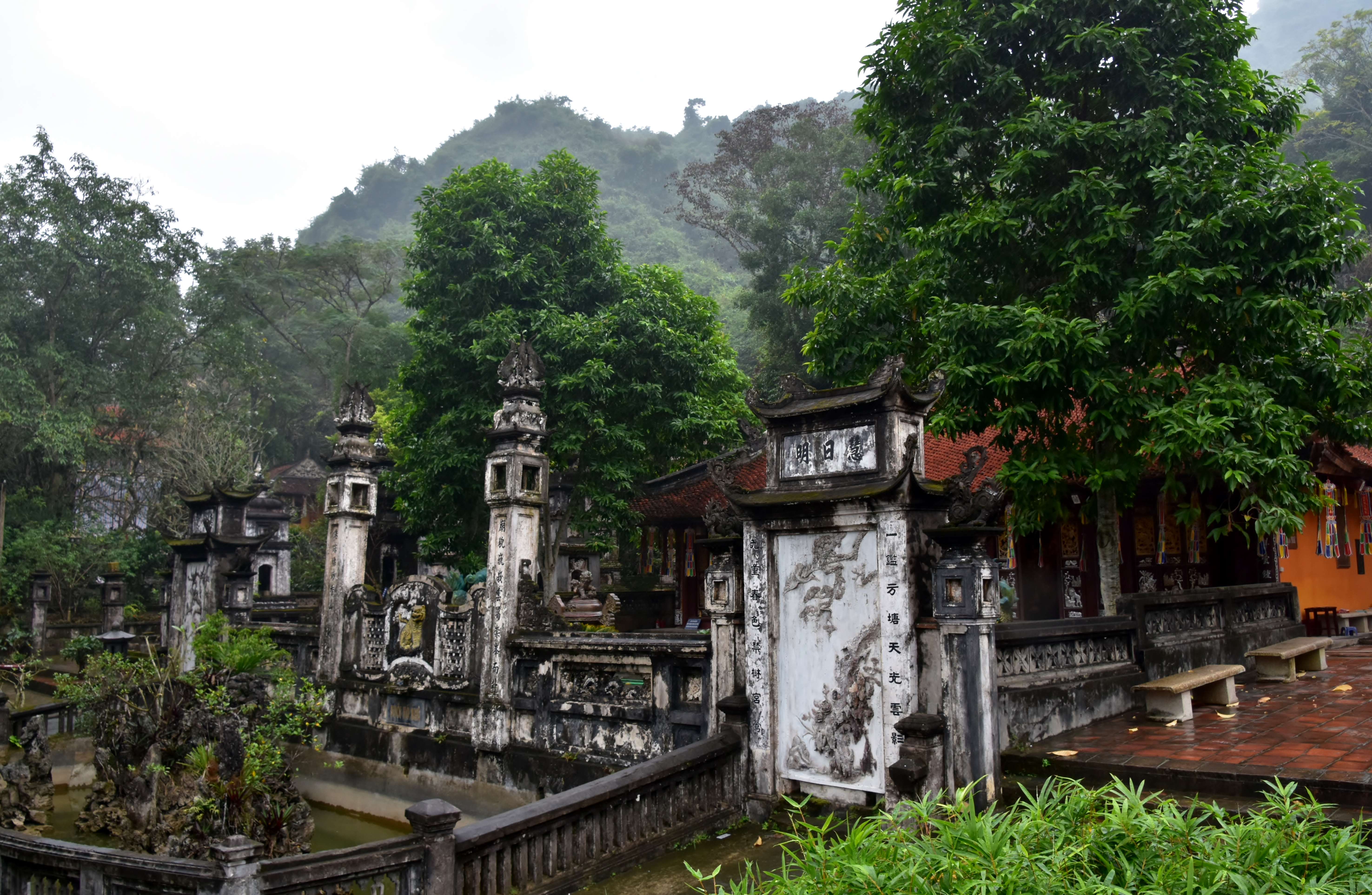

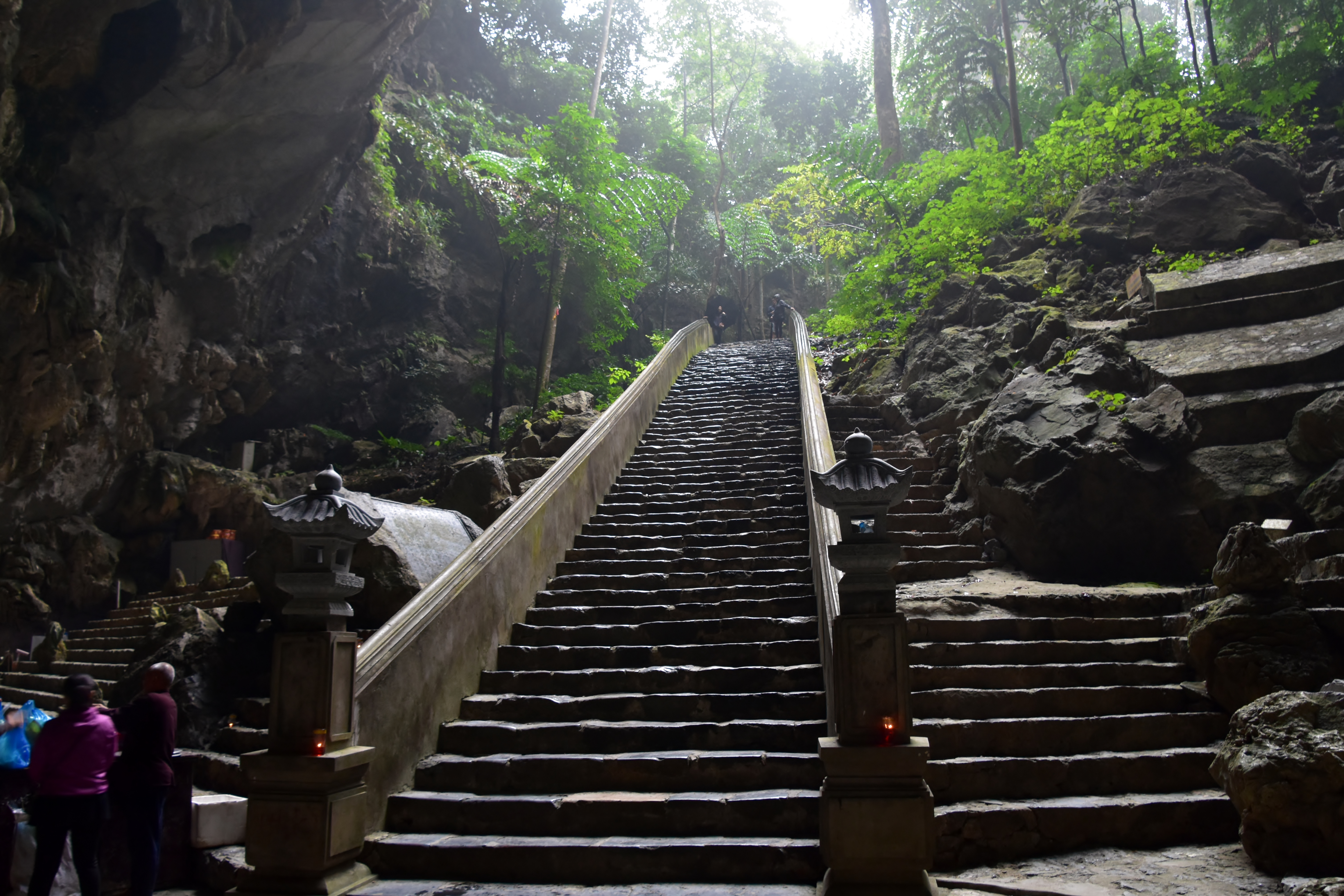

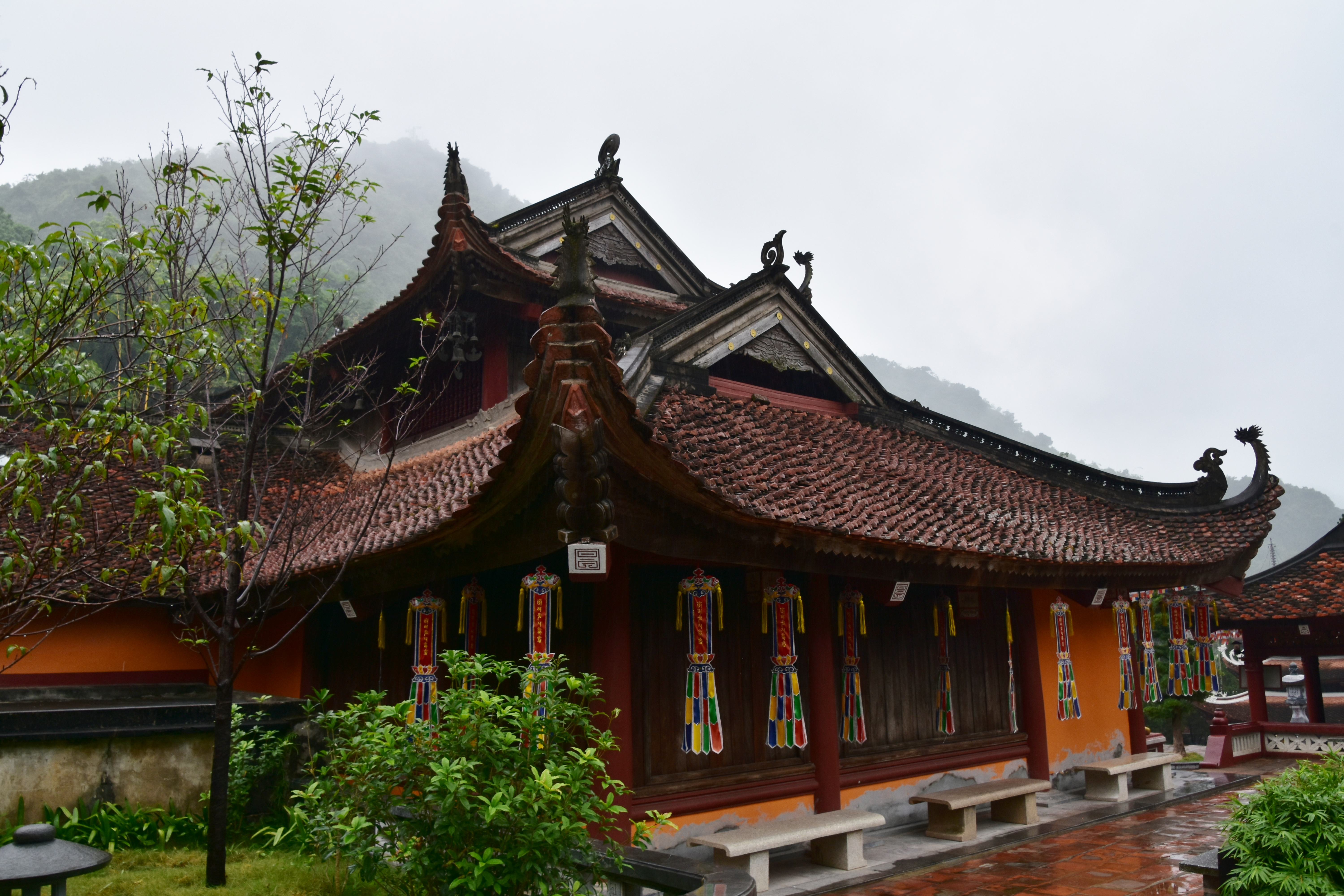
Chùa Thiên Trù

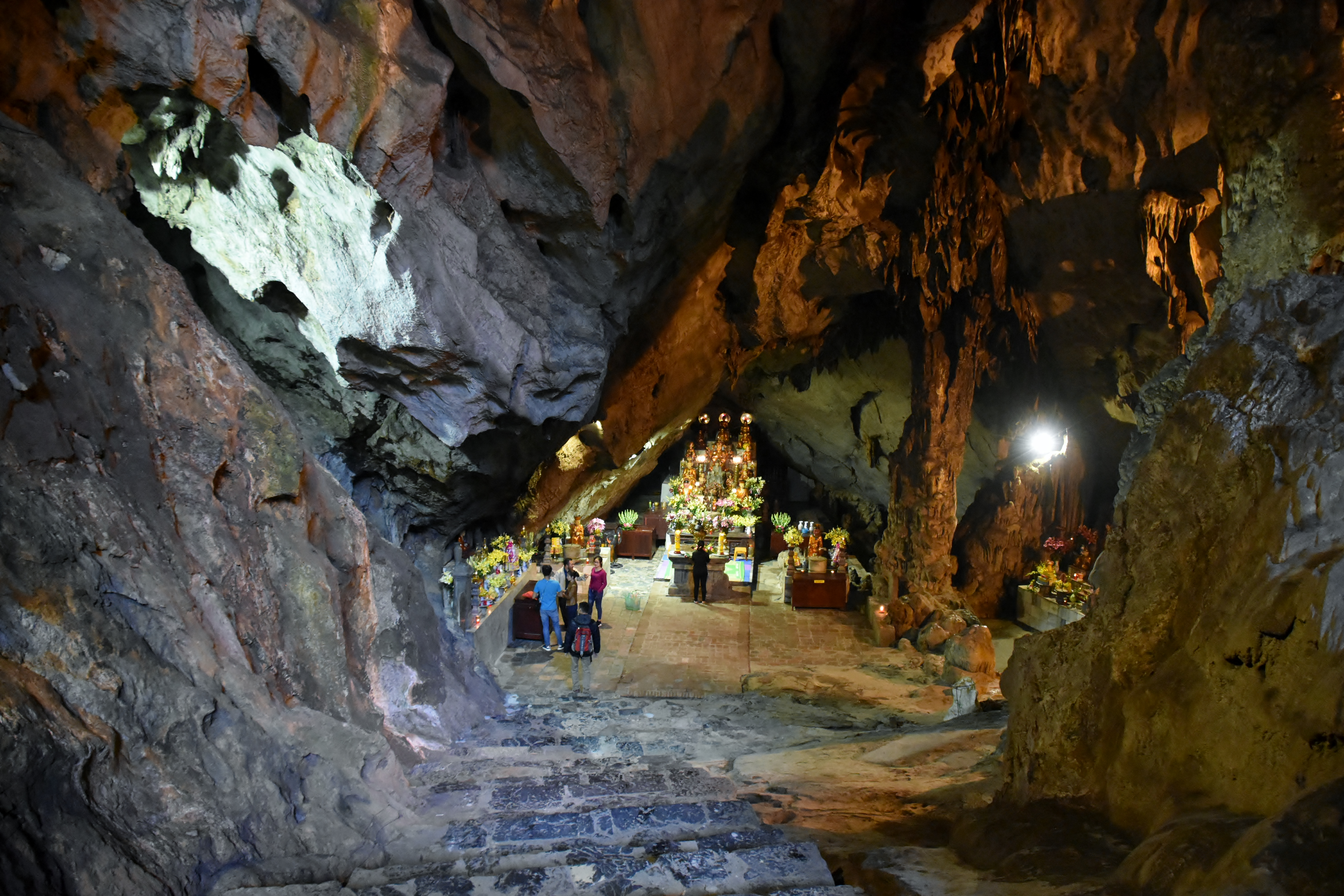

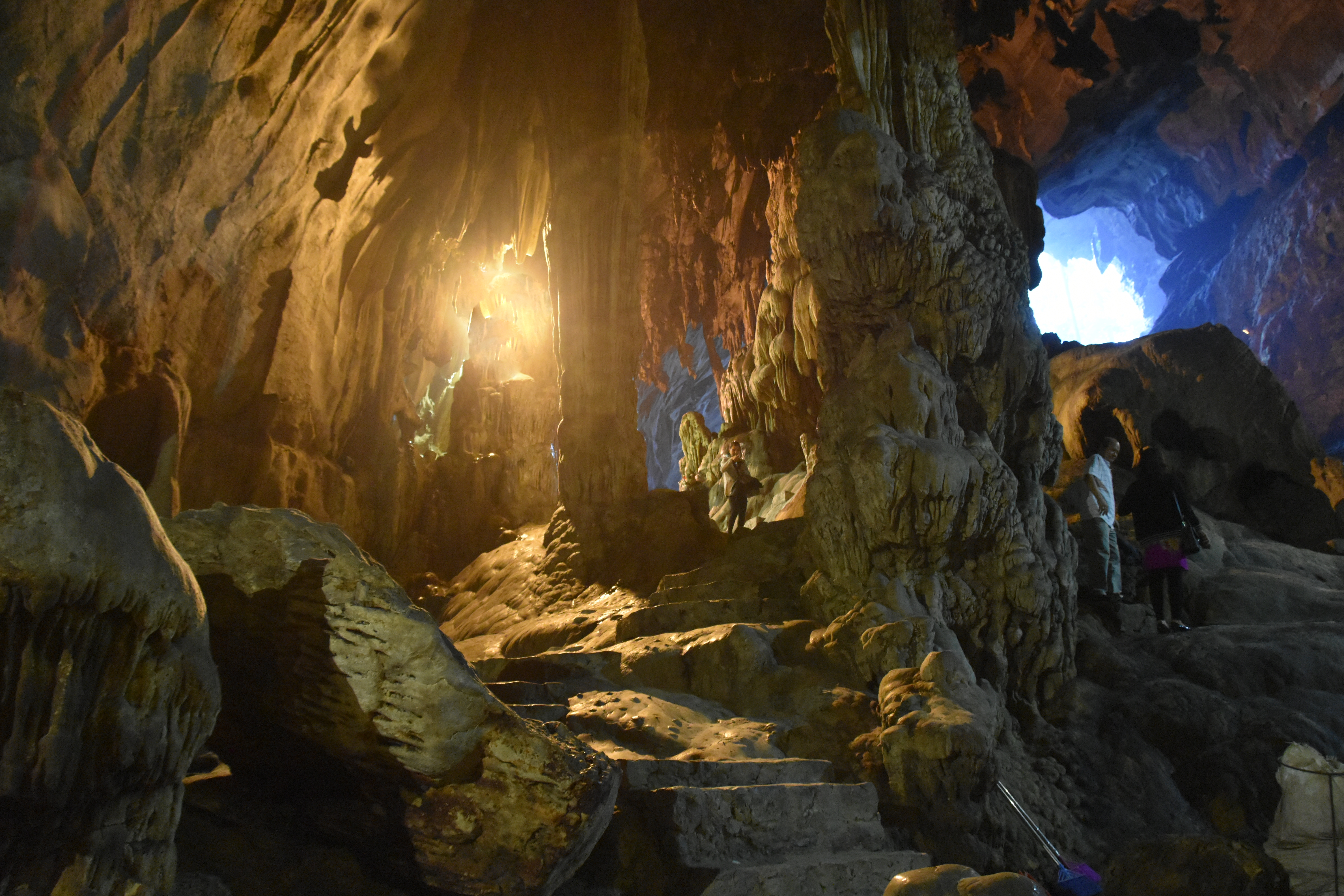

Bầu trời, cảnh bụt,
Thú Hương Sơn ao ước bấy lâu nay,
Kìa non non, nước nước, mây mây,
"Đệ nhất động" hỏi rằng đây có phải!
Thỏ thẻ rừng mai chim cúng trái, 
Lững lờ khe Yến cá nghe kinh 
Thoảng bên tai một tiếng chày kình,
Khách tang hải giật mình trong giấc mộng.
Này suối Giải Oan, này chùa Cửa Võng,
Này am Phật Tích, này động Tuyết Quynh.
Nhác trông lên ai khéo họa hình:
Đá ngũ sắc long lanh như gấm dệt.
Thăm thẳm một hang lồng bóng nguyệt..
Gập ghềnh mấy lối uốn thang mây
Chừng giang sơn còn đợi ai đây,...
Bài "Chùa Hương" của Nguyễn Nhược Pháp, làm vào thế kỷ 20 đã được ít nhất 2 nhạc sĩ phổ nhạc là Trần Văn Khê và Trung Đức:
Hôm qua đi chùa hương
Hoa cỏ mờ hơi sương
Cùng thầy me em dậy
Em vấn đầu soi gương
...
Trong bài này ngoài những câu thơ nhí nhảnh như trên, còn có nhiều câu tả cảnh Hương sơn rất sinh động: Réo rắt suối đưa quanh/Ven bờ ngọn núi xanh/Nhịp cầu xa nho nhỏ/Cảnh đẹp gần như tranh/Sau núi oản -gà-xôi/Bao nhiêu là khỉ ngồi/Đến núi con voi phục/Thấy đủ cả đầu đuôi/Chùa lấp sau rừng cây/(Thuyền ta đi một ngày)/Lên cửa chùa em thấy/Hơn một trăm ăn mày...
Tản Đà rất mến cảnh chùa Hương, ông làm nhiều câu thơ rất đặc sắc về cảnh và tình ở đây: 
Chùa Hương trời điểm lại trời tô
Một bức tranh tình trải mấy Thu
Xuân lại xuân đi không dấu vết
Ai về ai nhớ vẫn thơm tho.
Nước tuôn ngòi biếc trong trong vắt
Đá hỏm hang đen tối tối mò.
Chốn ấy muốn chơi còn mỏi gối
Phàm trần chưa biết, nhắn nhe cho.
Ông còn có 1 bài thơ nổi tiếng về món đặc sản ở chùa Hương: 
Muốn ăn rau sắng chùa Hương
Tiền đò ngại tốn, con đường ngại xa
Mình đi, ta ở lại nhà
Cái dưa thì khú cái cà thì thâm.
Về văn xuôi, có bút ký Trẩy hội Chùa Hương của Phạm Quỳnh...
Nữ sĩ Hồ Xuân Hương tương truyền là tác giả bài thơ vịnh động Hương Tích như sau:
Bày đặt kìa ai khéo khéo phòm
Nứt ra một lỗ hỏm hòm hom
Người quen cõi Phật quen chân xọc
Kẻ lạ bầu tiên mỏi mắt dòm
Giọt nước hữu tình rơi thánh thót
Con thuyền vô trạo cúi lom khom
Lâm tuyền quyến cả phồn hoa lại
Rõ khéo Trời già đến dở dom.

## Hình ảnh

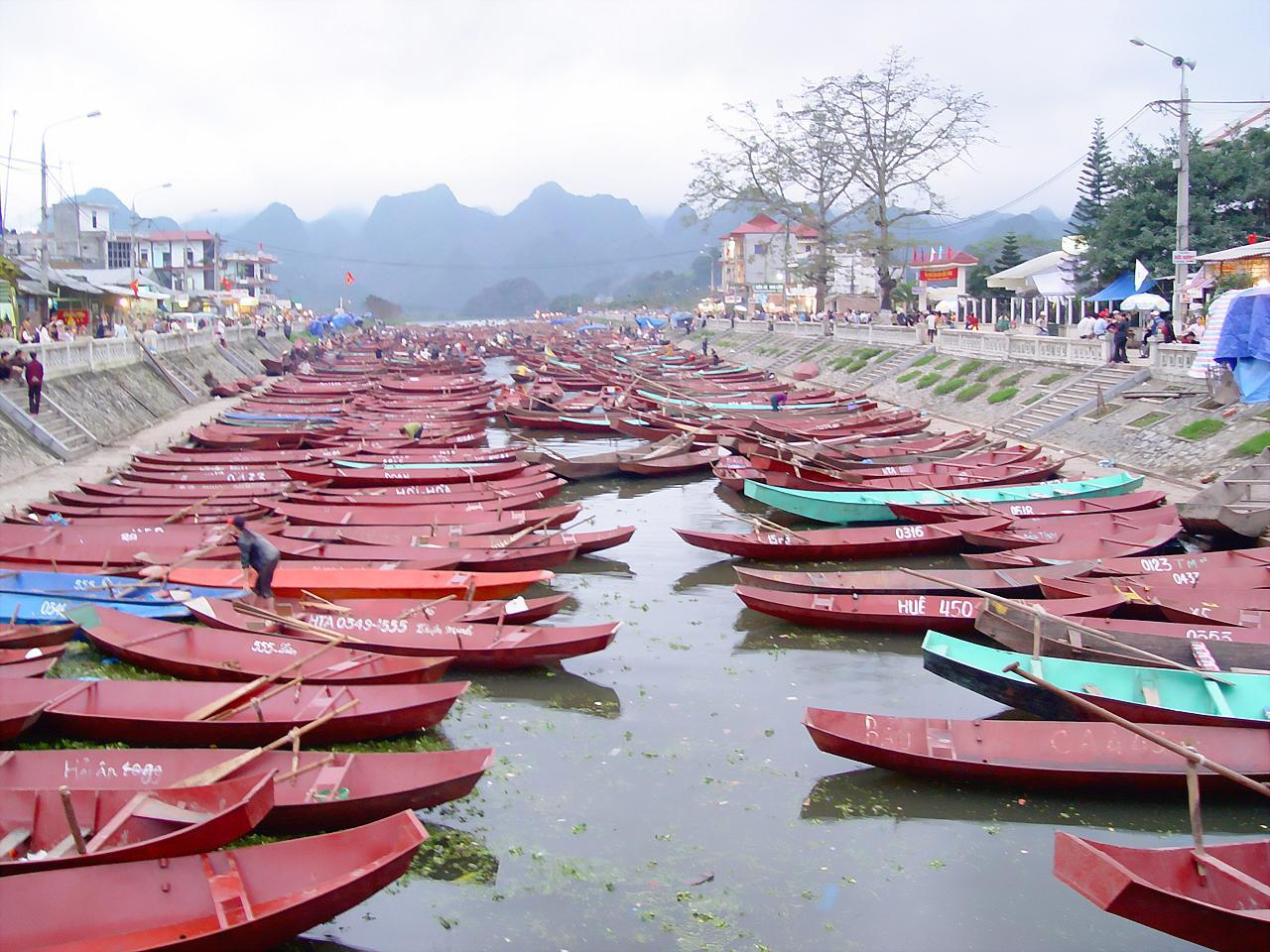
Bến Đục
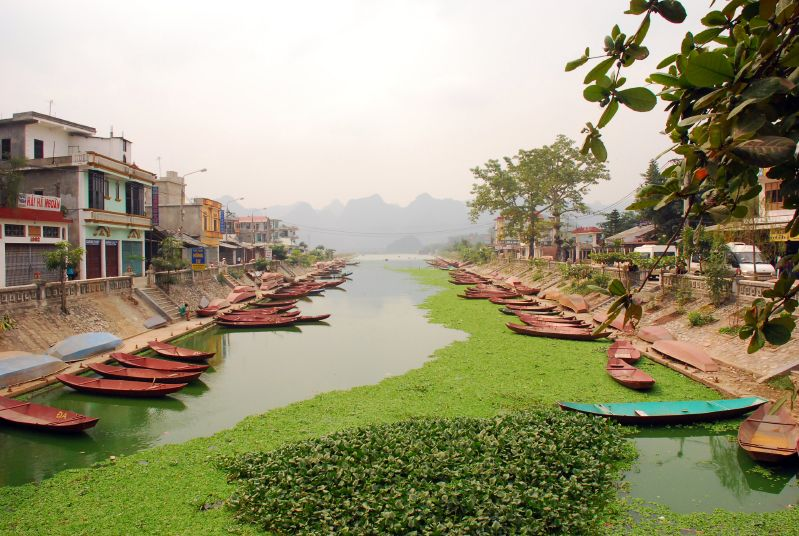
Bến Đục
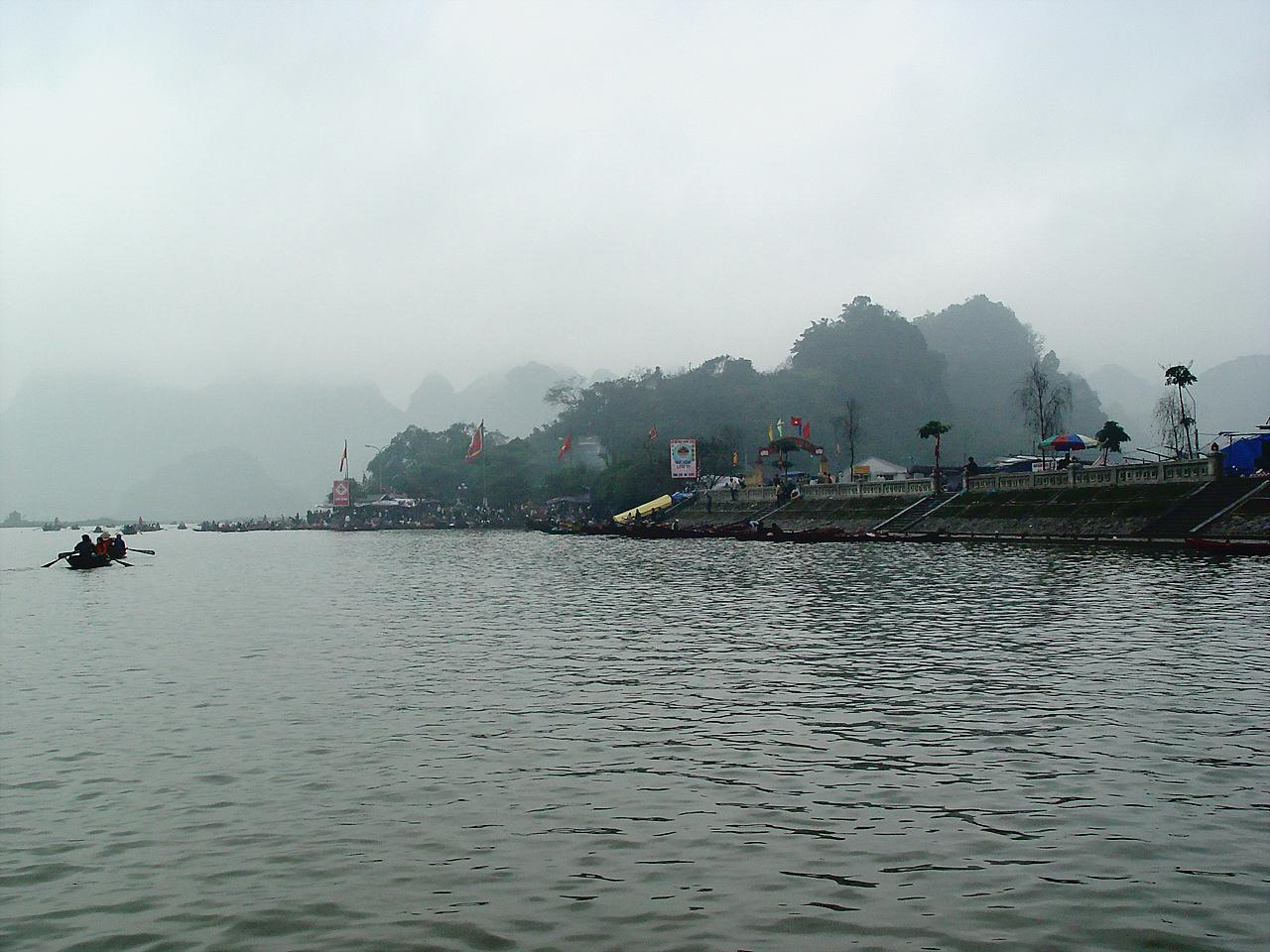
Đền Trình và núi Ngũ Nhạc
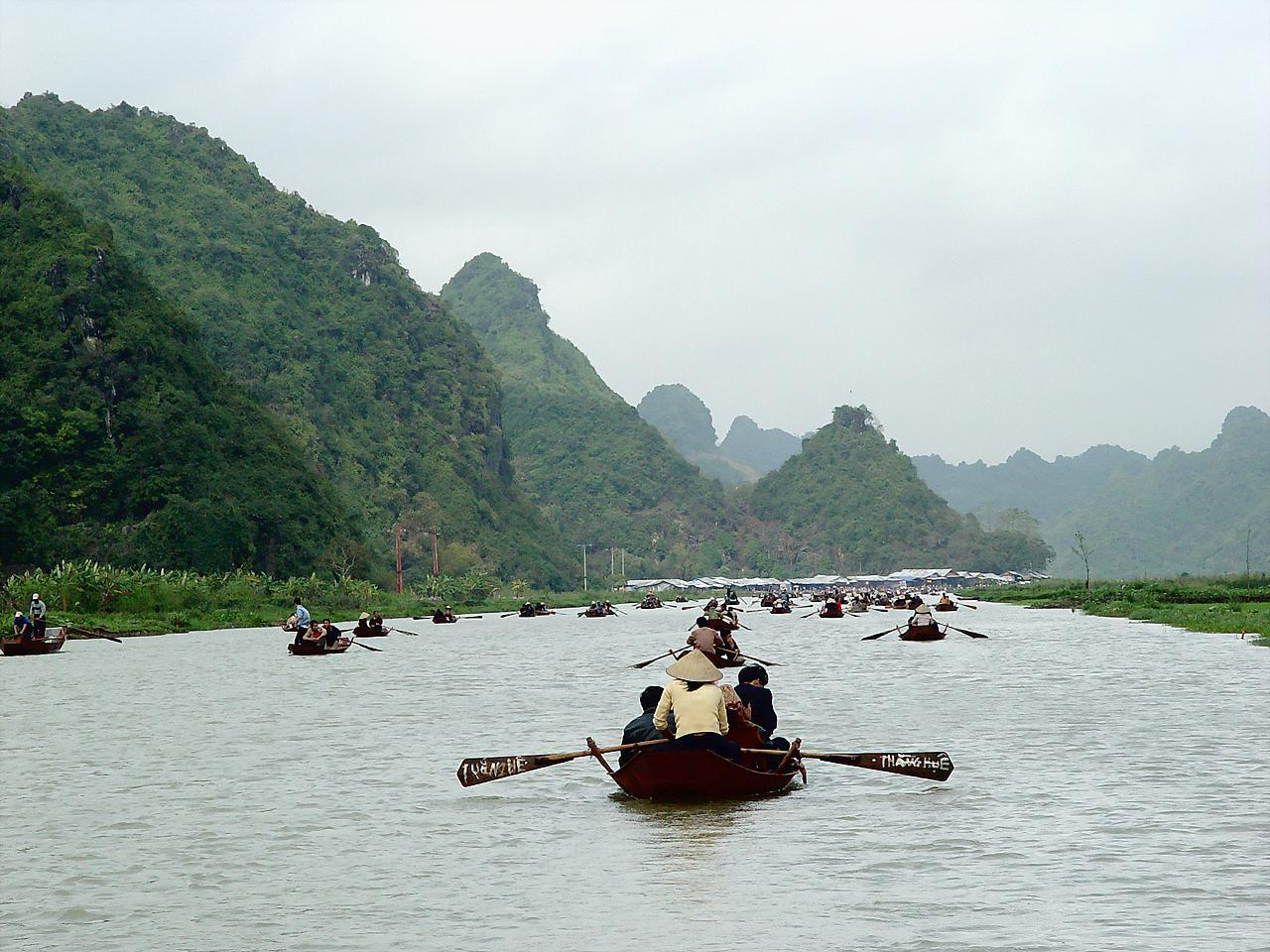
Đi thuyền trên suối Yến
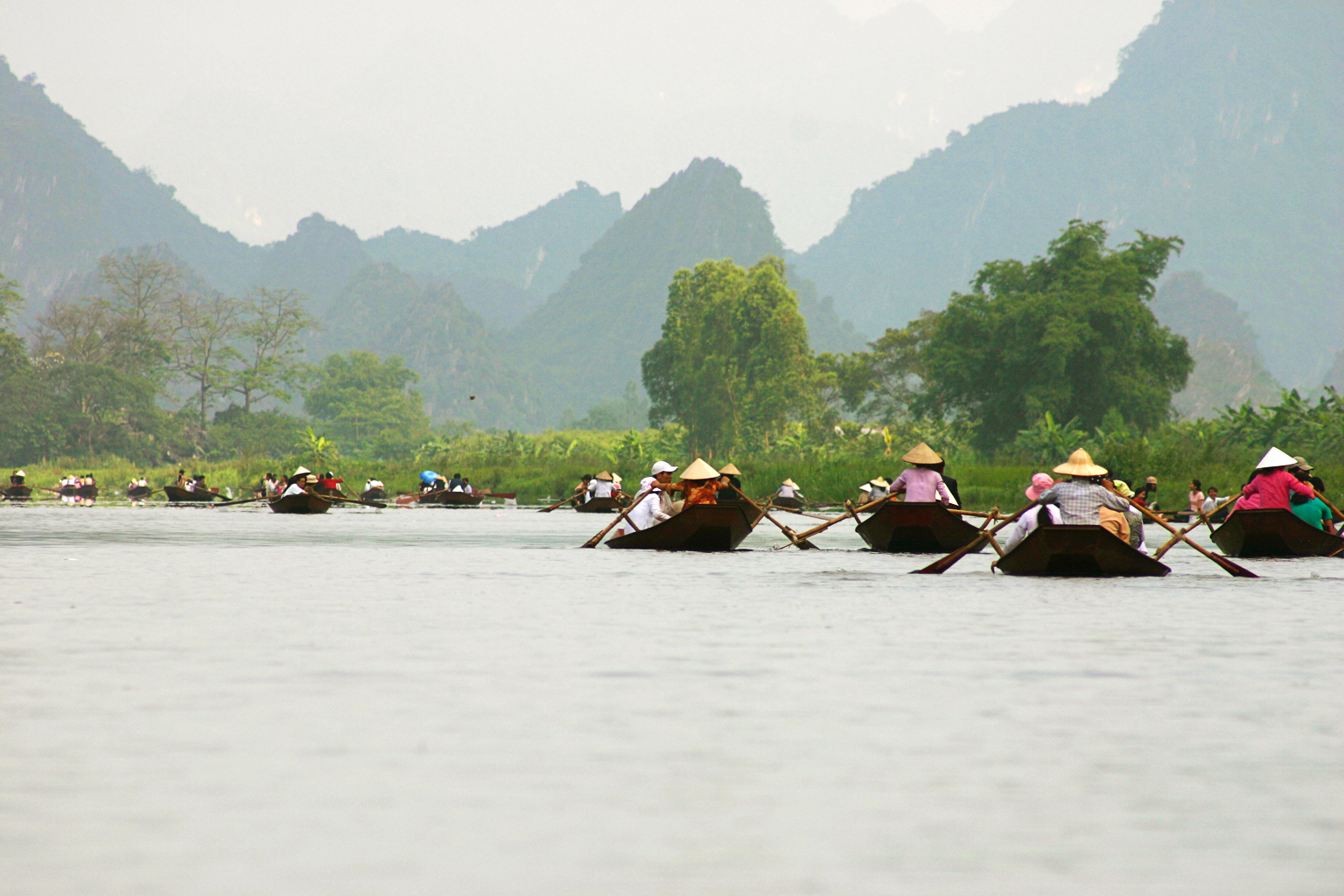
Suối Yến
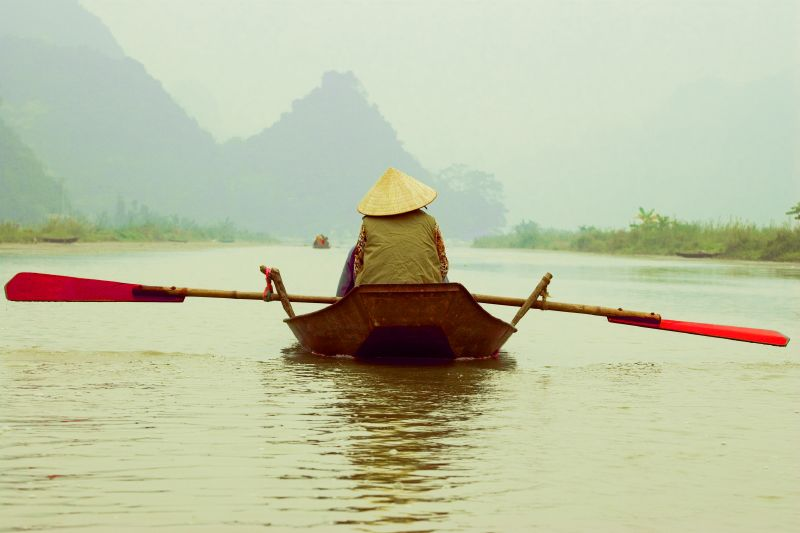
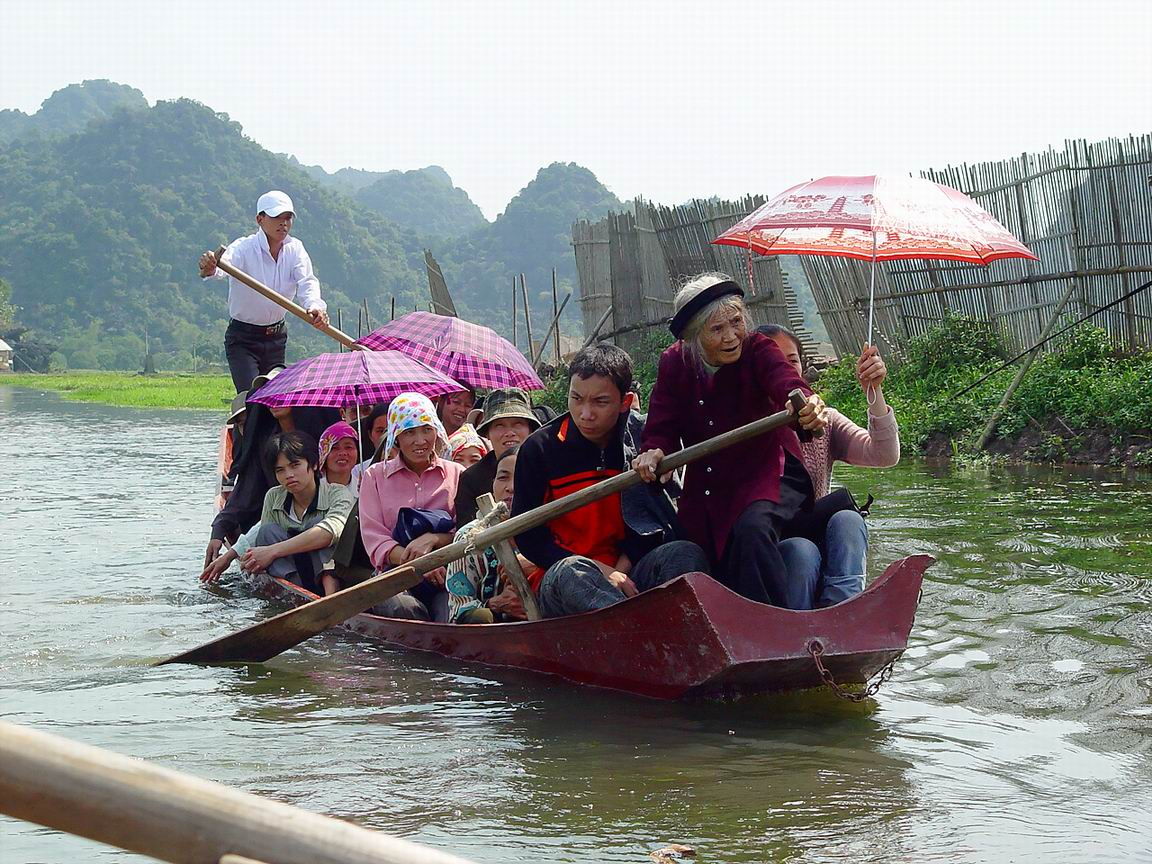
Cụ bà 80 tuổi chèo đò trên suối Yến
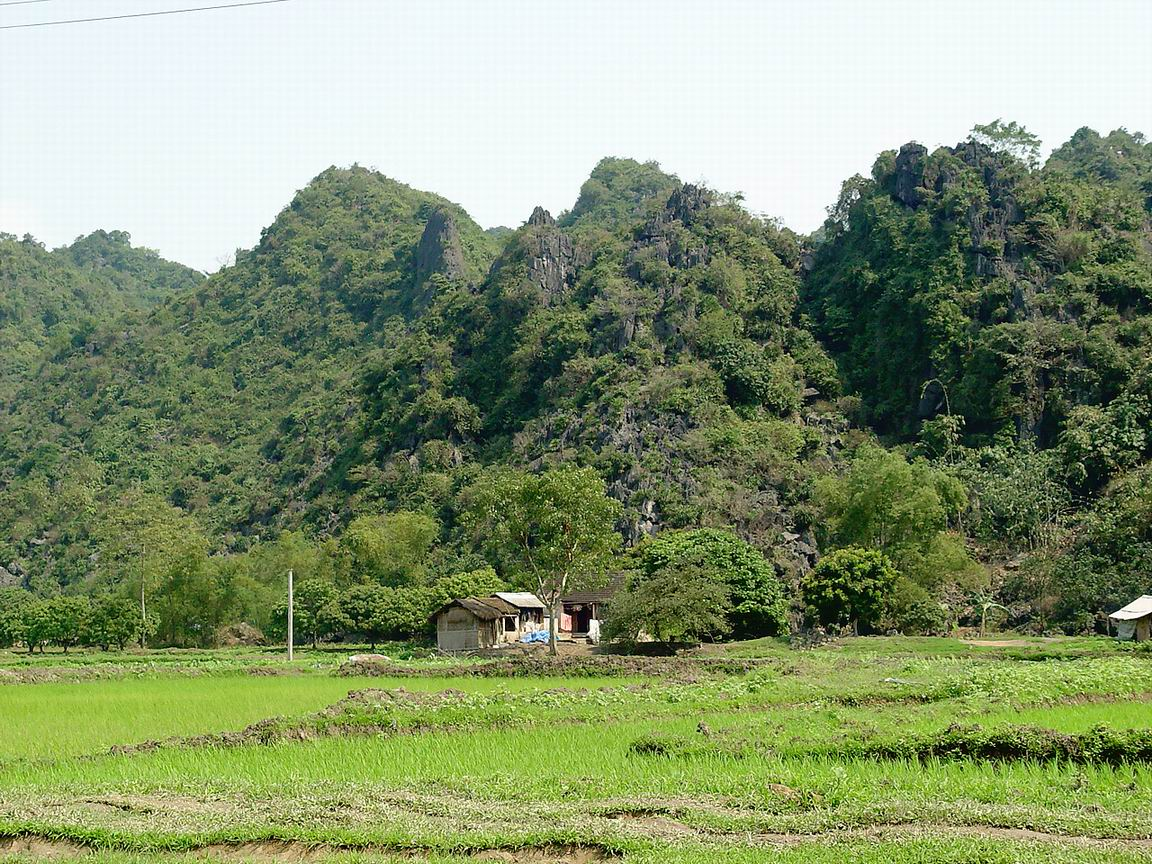
Cảnh trên đường vào chùa Tuyết
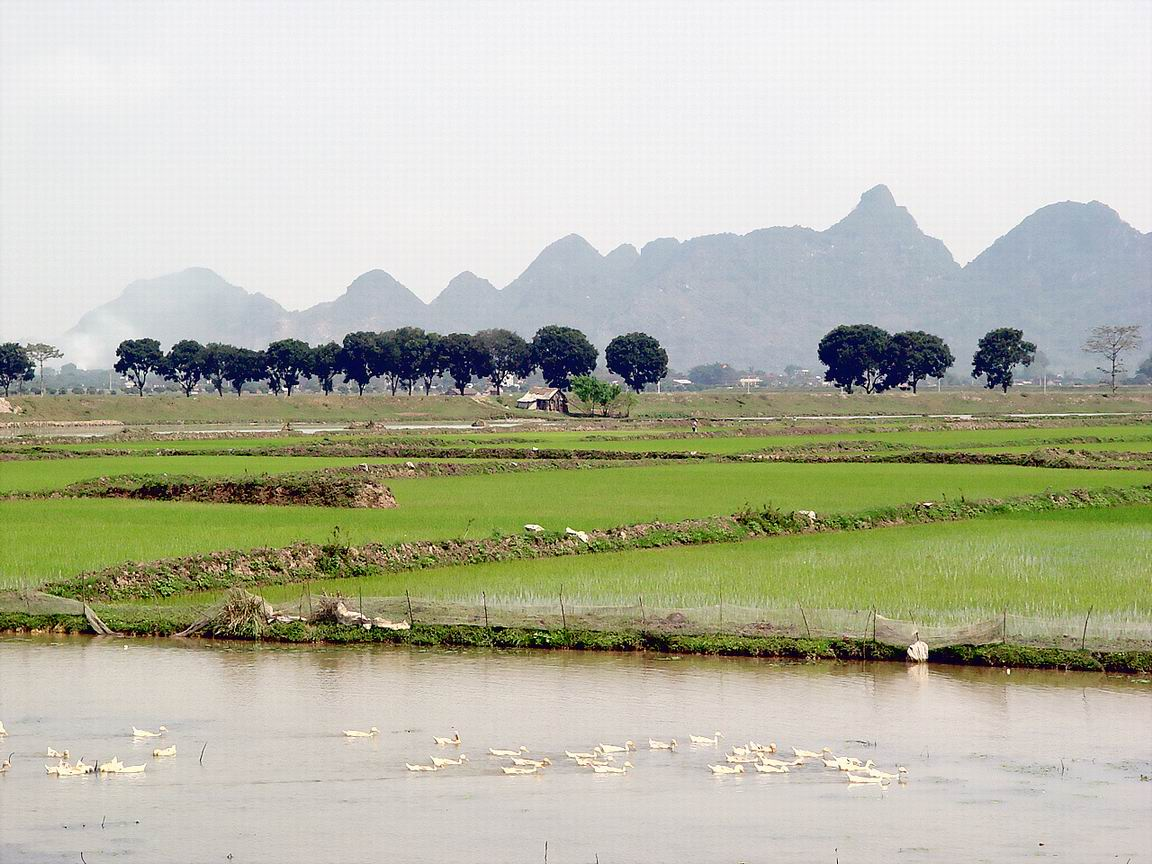
Cảnh Chùa Hương
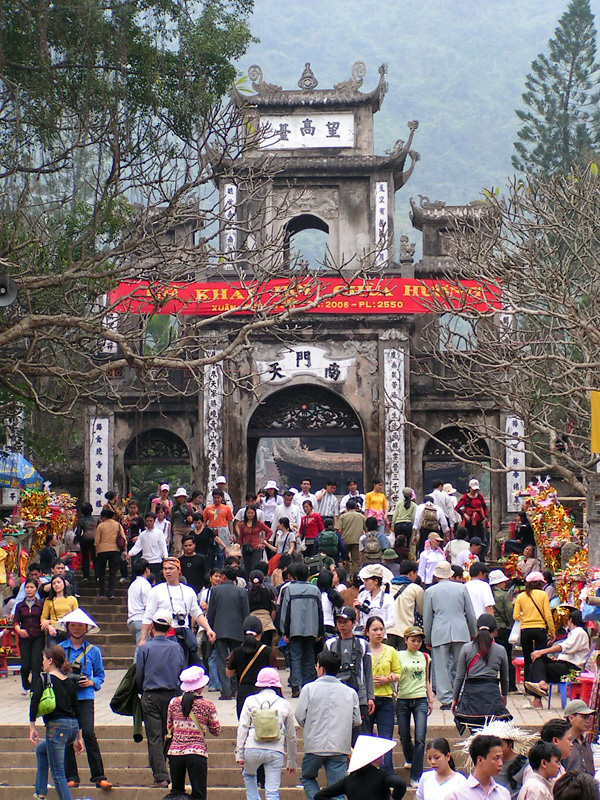
Chùa Thiên Trù
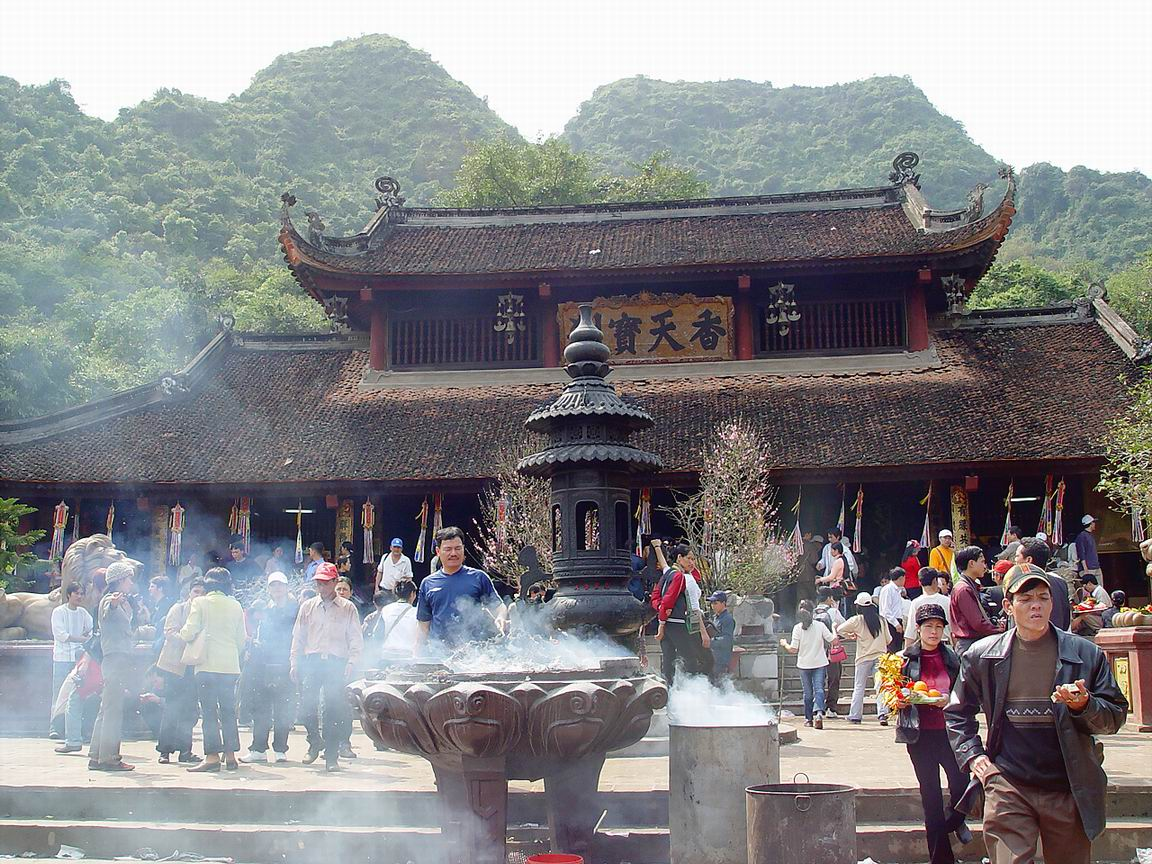
Chùa Thiên Trù
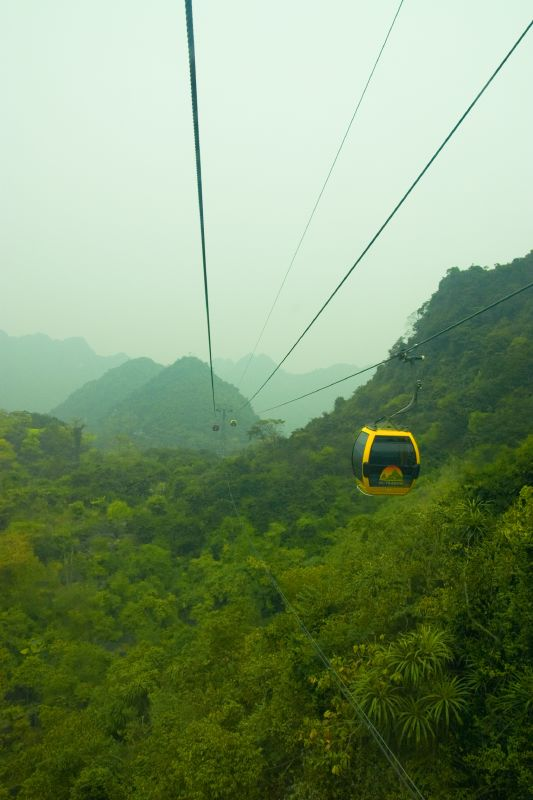
Cáp treo lên chùa Hương
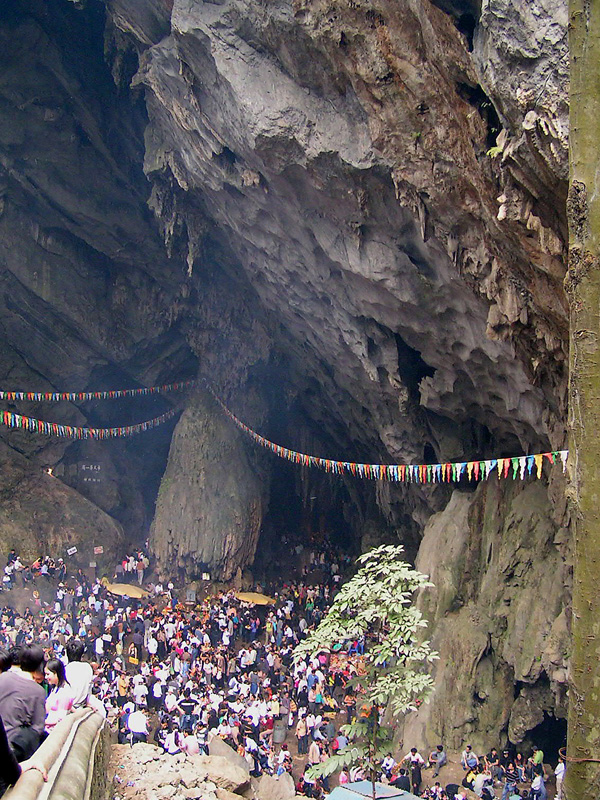
Động Hương Tích
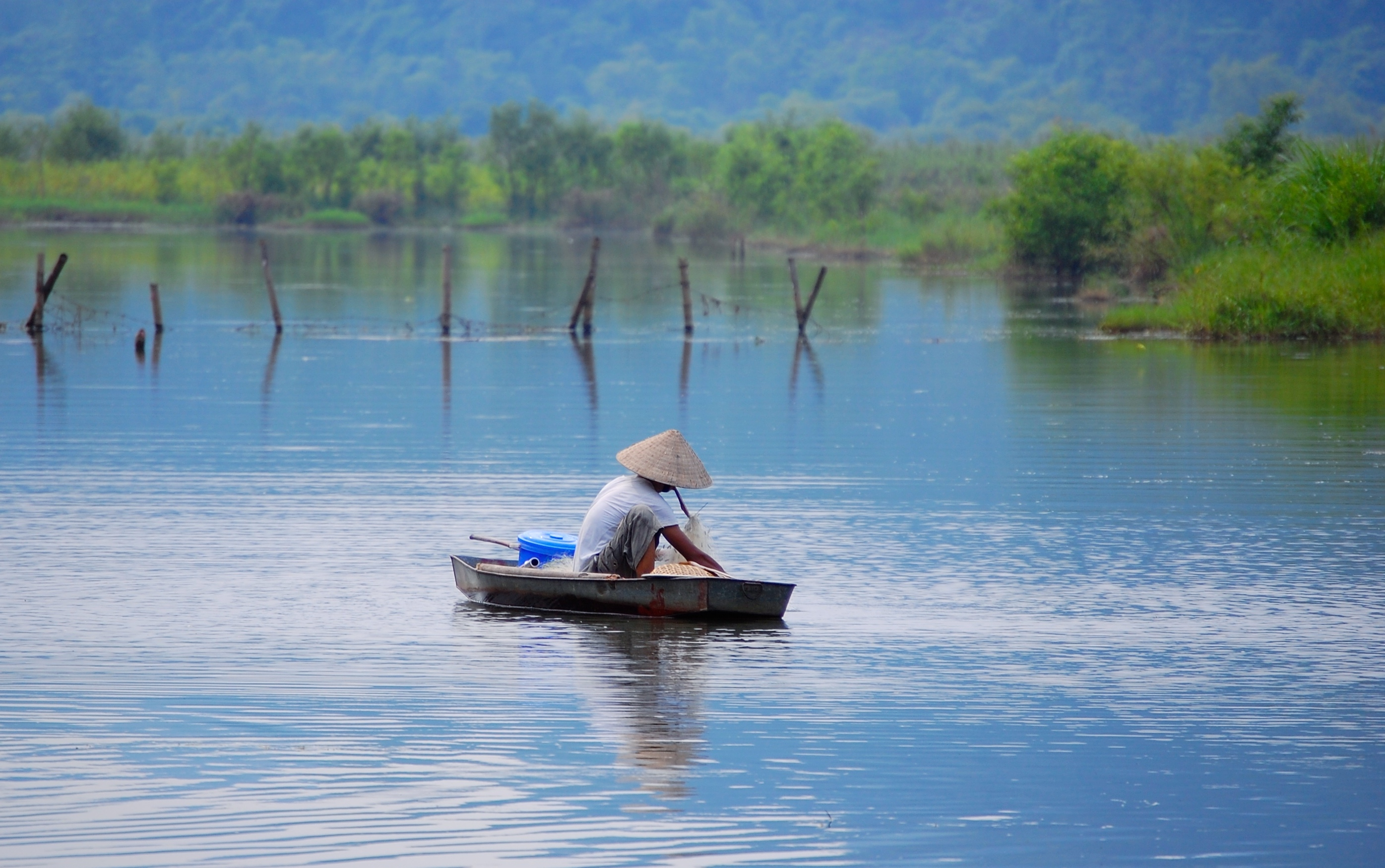
Đánh cá gần chùa Hương
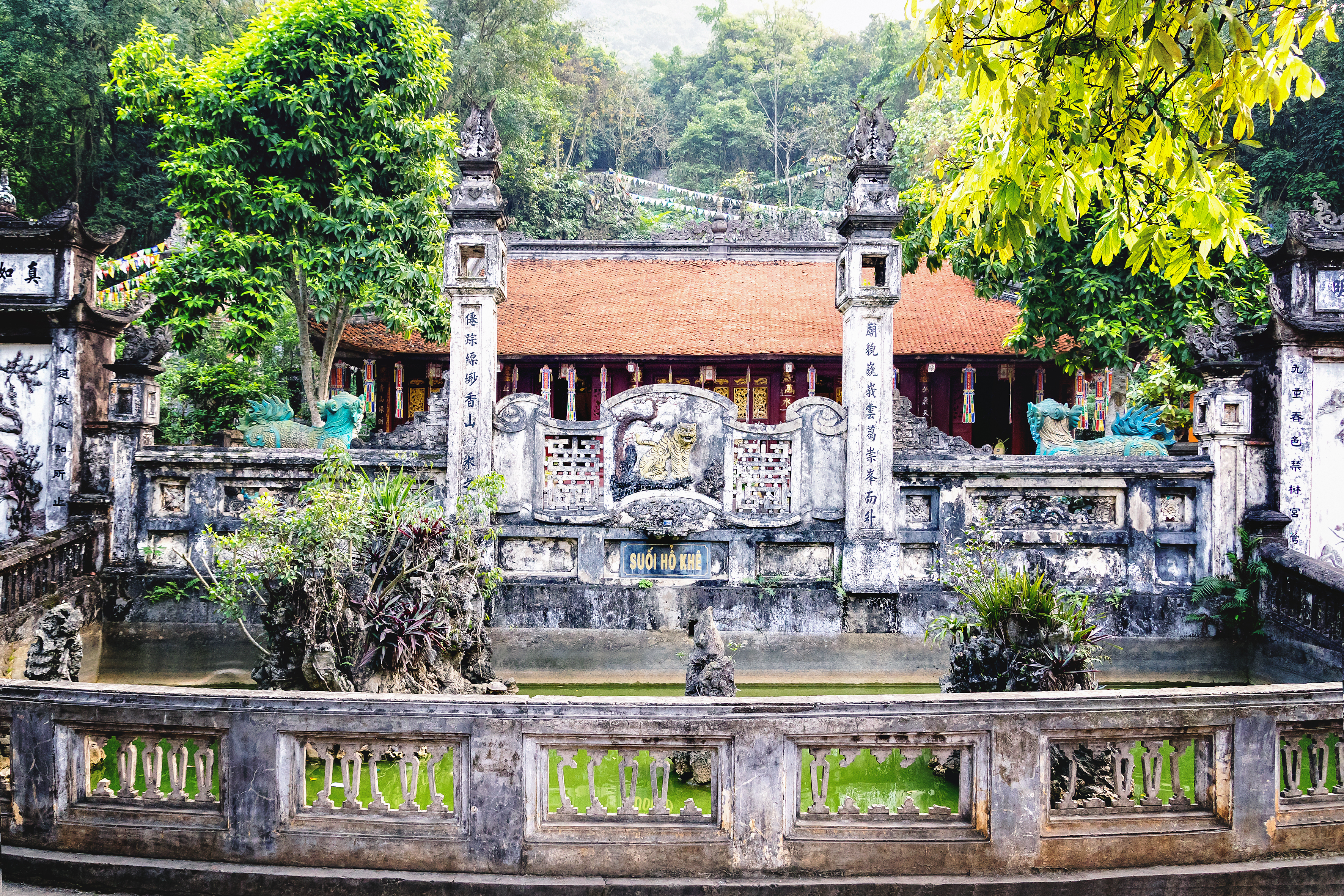
Một tự viện bên suối Hổ Khê trong quần thể di tích